# Tour de San Luis 2012
La 6ª edición del Tour de San Luis fue una competencia ciclística que se disputó en la provincia puntana desde el 23 hasta el 29 de enero de 2012.
La fecha de comienzo fue cambiada para evitar una superposición con el Tour Down Under que se disputó en Australia y de ese modo contar con una mejor concurrencia de equipos Pro Tour.
Al igual que las ediciones anteriores formó parte del calendario UCI America Tour, siendo la 9.ª carrera de dicho campeonato.
El vencedor de la clasificación general fue el estadounidense Levi Leipheimer del equipo Omega Pharma-QuickStep. Lo acompañaron en el podio Alberto Contador y Daniel Díaz. Pero, pocos días después Contador fue desclasificado como consecuencia del Caso Contador (ver sección Alberto Contador y el Caso Contador) pasando Daniel Díaz al segundo lugar y Stefan Schumacher al tercero.
En las clasificaciones secundarias, sprint y montaña fueron dominadas por los colombianos Edwin Ávila y Miguel Ángel Rubiano, mientras que la clasificación por equipos quedó para los italianos del Androni Giocattoli.

## Equipos participantes
La 6.ª edición contó con la participación de 25 equipos, cinco de ellos de categoría UCI ProTeam. Significó también la primera participación en la competencia del equipo local San Luis Somos Todos. El dos veces ganador del Tour de Francia, Alberto Contador, tomó parte de la carrera con el equipo danés Team Saxo Bank dando inicio a su temporada 2012 al igual que el ganador de la edición 2010, el italiano Vincenzo Nibali (Liquigas-Cannondale). Otros participantes destacados fueron el danés Michael Rasmussen (Christina Watches-Onfone), el italiano Filippo Pozzato (Farnese Vini-Selle Italia), el belga Tom Boonen y el estadounidense Levi Leipheimer (Omega Pharma-QuickStep) quien finalmente fue el ganador de la carrera.
En total comenzaron la carrera 173 ciclistas, variando entre 6 y 10 los integrantes de cada equipo, culminando la prueba 133 de ellos; con 132 clasificados tras la desclasificación de Alberto Contador (ver sección Alberto Contador y el Caso Contador).
| Equipos                                   | Categoría               | N.º de corredores |
| ----------------------------------------- | ----------------------- | ----------------- |
| Movistar Team                             | UCI ProTeam             | 6                 |
| Liquigas-Cannondale                       | UCI ProTeam             | 6                 |
| Team Saxo Bank                            | UCI ProTeam             | 7                 |
| Ag2r La Mondiale                          | UCI ProTeam             | 6                 |
| Omega Pharma-QuickStep                    | UCI ProTeam             | 6                 |
| Androni Giocattoli                        | Profesional Continental | 6                 |
| Andalucía                                 | Profesional Continental | 6                 |
| Caja Rural                                | Profesional Continental | 6                 |
| Colnago-CSF Inox                          | Profesional Continental | 6                 |
| Farnese Vini-Selle Italia                 | Profesional Continental | 6                 |
| UnitedHealthcare                          | Profesional Continental | 8                 |
| Team NetApp                               | Profesional Continental | 6                 |
| San Luis Somos Todos                      | Continental             | 10                |
| Start Cycling Team-Atacama Flowery Desert | Continental             | 8                 |
| Carmin-Prio                               | Continental             | 6                 |
| Colombia-Comcel                           | Continental             | 6                 |
| Christina Watches-Onfone                  | Continental             | 6                 |
| Funvic-Pindamonhangaba                    | Continental             | 7                 |

| Selecciones | N.º de corredores |
| ----------- | ----------------- |
| Argentina   | 10                |
| Brasil      | 6                 |
| Chile       | 9                 |
| Colombia    | 10                |
| Cuba        | 6                 |
| Ecuador     | 6                 |
| Uruguay     | 8                 |

## Etapas
La competición constó de 7 etapas, una de ellas contrarreloj (la 4.ª) y dos con finales en puertos de montaña, los ya clásicos Mirador del Potrero (3.ª) el Mirador del Sol (la 5.ª). Además se repitió el ascenso al Alto de Nogolí puerto de primera categoría y punto más alto del Tour con 2084 metros de altitud. Por otra parte la localidad de Luján albergó por primera vez un comienzo de etapa.
Se recorrieron un total de 1.051,0 kilómetros.
| Etapa | Fecha       | Recorrido                           | km         | Ganador           | Líder             |
| 1.ª   | 23 de enero | San Luis-Villa Mercedes             | 189,3      | Francesco Chicchi | Francesco Chicchi |
| 2.ª   | 24 de enero | Fraga-Juana Koslay                  | 145,3      | Francesco Chicchi | Francesco Chicchi |
| 3.ª   | 25 de enero | Estancia Grande-Mirador del Potrero | 168,2      | Levi Leipheimer   | Levi Leipheimer   |
| 4.ª   | 26 de enero | San Luis-San Luis                   | 19,5 (CRI) | Levi Leipheimer   | Levi Leipheimer   |
| 5.ª   | 27 de enero | La Toma-Mirador del Sol             | 160,6      | Daniel Díaz       | Levi Leipheimer   |
| 6.ª   | 28 de enero | Luján-Quines                        | 201,0      | Elia Viviani      | Levi Leipheimer   |
| 7.ª   | 29 de enero | San Luis-San Luis                   | 167,1      | Tom Boonen        | Levi Leipheimer   |

## Desarrollo general
La etapa inicial sin dificultades montañosas, fue ganada por el esprínter italiano Francesco Chicchi del equipo belga Omega Pharma-QuickStep convirtiéndose en el primer líder de la carrera. Chicchi repitió victoria en la 2.ª etapa reafirmando su posición y manteniéndose un día más como líder.
La tercera etapa con final en el Mirador del Potrero, modificó las clasificaciones. El ascenso de 4,8 km de longitud fue dominado por el español Alberto Contador (Saxo Bank) quién además de lograr su primera victoria de la temporada, se colocó como nuevo líder aunque con una diferencia de sólo 4" sobre el estadounidense Levi Leipheimer (Omega Pharma-QuickStep). La contrarreloj, significó un nuevo cambio en las posiciones, Leipheimer favorito máximo a ganar la etapa venció con claridad,  subiendo al lugar más alto de la clasificación general, mientras que Contador, con un 6.º puesto en la contrarreloj, caía a la 4.ª posición a más de 50".
Otro final en alto les espero en la 5.ª etapa, esta vez en el Mirador del Sol, allí nuevamente Contador ganó la etapa seguido del argentino Daniel Díaz y de Leipheimer. Las escasas diferencias en la llegada no modificaron la general y tras esta etapa Leipheimer se consolidó como líder seguido por Contador a 46" y Díaz a 1' 31".
Las últimas dos etapas sin dificultades, volvieron a ser dominadas por los esprínteres y no dieron oportunidad a los rivales de Leipheimer de descontar la ventaja que había acumulado. De esta forma Leipheimer se convirtió en el primer estadounidense en ganar el Tour de San Luis.

## Clasificaciones finales

### Clasificación general
| Posición | Ciclista          | Equipo                   | Tiempo           |
| -------- | ----------------- | ------------------------ | ---------------- |
|          | Levi Leipheimer   | Omega Pharma-QuickStep   | 26 h 32 min 55 s |
| 2        | Daniel Díaz       | San Luis Somos Todos     | a 1 min 29 s     |
| 3        | Stefan Schumacher | Christina Watches-Onfone | a 1 min 34 s     |
| 4        | Vincenzo Nibali   | Liquigas-Cannondale      | a 1 min 50 s     |
| 5        | José Serpa        | Androni Giocattoli       | a 2 min 13 s     |
| 6        | Magno Nazaret     | Funvic-Pindamonhangaba   | a 2 min 39 s     |
| 7        | Luis Mansilla     | Selección de Chile       | a 3 min 24 s     |
| 8        | Sylvain Chavanel  | Omega Pharma-QuickStep   | a 3 min 44 s     |
| 9        | Andrey Amador     | Movistar Team            | a 4 min 46 s     |
| 10       | Jorge Giacinti    | San Luis Somos Todos     | a 5 min 09 s     |

| 11 | Jaime Suaza          | Selección de Colombia    | a 5 min 47 s  |
| 12 | Josué Moyano         | Caja Rural               | a 6 min 40 s  |
| 13 | David Arroyo         | Movistar Team            | a 7 min 29 s  |
| 14 | Jackson Rodríguez    | Androni Giocattoli       | a 7 min 30 s  |
| 15 | Adrián Palomares     | Andalucía                | a 7 min 36 s  |
| 16 | Miguel Ángel Rubiano | Androni Giocattoli       | a 8 min 07 s  |
| 17 | Jonathan Clarke      | UnitedHealthcare         | a 8 min 26 s  |
| 18 | Rinaldo Nocentini    | Ag2r La Mondiale         | a 8 min 53 s  |
| 19 | Frederik Wilmann     | Christina Watches-Onfone | a 9 min 21 s  |
| 20 | Markus Eichler       | Team NetApp              | a 10 min 19 s |

### Clasificación de los sprints
| Posición | Ciclista      | Equipo                 | Puntos |
| -------- | ------------- | ---------------------- | ------ |
|          | Edwin Ávila   | Selección de Colombia  | 13     |
| 2        | Mauro Richeze | Selección de Argentina | 5      |
| 3        | Juan Arango   | Selección de Colombia  | 5      |

### Clasificación de la montaña
| Posición | Ciclista             | Equipo                 | Puntos |
| -------- | -------------------- | ---------------------- | ------ |
|          | Miguel Ángel Rubiano | Androni Giocattoli     | 30     |
| 2        | Levi Leipheimer      | Omega Pharma-QuickStep | 14     |
| 3        | Daniel Díaz          | San Luis Somos Todos   | 10     |

### Clasificación por equipos
| Posición | Equipo                 | Tiempo           |
| -------- | ---------------------- | ---------------- |
|          | Androni Giocattoli     | 79 h 53 min 34 s |
| 2        | Movistar               | a 52 s           |
| 3        | Omega Pharma-QuickStep | a 5 min 50 s     |
| 4        | Liquigas-Cannondale    | a 6 min 16 s     |
| 5        | Selección de Colombia  | a 8 min 48 s     |

| 6  | Caja Rural               | a 9 min 06 s  |
| 7  | Selección de Argentina   | a 10 min 26 s |
| 8  | Christina Watches-Onfone | a 11 min 00 s |
| 9  | Saxo Bank                | a 16 min 32 s |
| 10 | Andalucía                | a 18 min 07 s |

## Evolución de las clasificaciones
| Etapa (Vencedor)              | Clasificación general | Clasificación de los sprints | Clasificación de la montaña | Clasificación por equipos |
| ----------------------------- | --------------------- | ---------------------------- | --------------------------- | ------------------------- |
| 1.ª etapa (Francesco Chicchi) | Francesco Chicchi     | Maximiliano Badde            | Emmanuel Guevara            | Movistar                  |
| 2.ª etapa (Francesco Chicchi) | Francesco Chicchi     | Emmanuel Guevara             | Mauricio Neiza              | Movistar                  |
| 3.ª etapa (Levi Leipheimer)   | Levi Leipheimer       | Edwin Ávila                  | Miguel Ángel Rubiano        | Movistar                  |
| 4.ª etapa (Levi Leipheimer)   | Levi Leipheimer       | Edwin Ávila                  | Miguel Ángel Rubiano        | Movistar                  |
| 5.ª etapa (Daniel Díaz)       | Levi Leipheimer       | Emmanuel Guevara             | Alberto Contador            | Androni Giocattoli        |
| 6.ª etapa (Elia Viviani)      | Levi Leipheimer       | Emmanuel Guevara             | Miguel Ángel Rubiano        | Androni Giocattoli        |
| 7.ª etapa (Tom Boonen)        | Levi Leipheimer       | Edwin Ávila                  | Miguel Ángel Rubiano        | Androni Giocattoli        |
| Final                         | Levi Leipheimer       | Edwin Ávila                  | Miguel Ángel Rubiano        | Androni Giocattoli        |

## UCI America Tour
La carrera al estar integrada al calendario internacional americano 2011-2012 otorgó puntos para dicho campeonato. El baremo de puntuación es el siguiente:
| Posición                    | 1.º | 2.º | 3.º | 4.º | 5.º | 6.º | 7.º | 8.º | 9.º | 10.º | 11.º | 12.º |
| Clasificación general final | 80  | 56  | 32  | 24  | 20  | 16  | 12  | 8   | 7   | 6    | 5    | 3    |
| Por etapa                   | 16  | 11  | 6   | 5   | 4   | 2   |     |     |     |      |      |      |
| Líder general por etapa     | 8   |     |     |     |     |     |     |     |     |      |      |      |

- Nota:Es importante destacar que los puntos que obtuvieron ciclistas de equipos ProTour no van a ésta clasificación, ya que el UCI America Tour es una clasificación cerrada a ciclistas de equipos Pro Continentales, Continentales y amateurs.

| Ciclista             | Equipo                    | Puntos por la clasificación final | Puntos de etapa | Puntos de líder | Total |
| -------------------- | ------------------------- | --------------------------------- | --------------- | --------------- | ----- |
| Daniel Díaz          | San Luis Somos Todos      | 56                                | 20              | -               | 76    |
| Stefan Schumacher    | Christina Watches-Onfone  | 32                                | 13              | -               | 45    |
| José Serpa           | Androni Giocattoli        | 20                                | 5               | -               | 25    |
| Magno Nazaret        | Funvic-Pindamonhangaba    | 16                                | 4               | -               | 20    |
| Andrea Guardini      | Farnese Vini-Selle Italia | -                                 | 17              | -               | 17    |
| Luis Mansilla **     | Selección de Chile        | 12                                | 5               | -               | 17    |
| Jacob Keoug          | UnitedHealthcare          | -                                 | 10              | -               | 10    |
| Maximiliano Richeze  | Selección de Argentina    | -                                 | 8               | -               | 8     |
| Miguel Ángel Rubiano | Androni Giocattoli        | -                                 | 8               | -               | 8     |
| Mauro Richeze        | Selección de Argentina    | -                                 | 6               | -               | 6     |

** Sus puntos no van a la clasificación por equipos del UCI América Tour. Sólo van a la clasificación individual y por países, ya que el equipo al que pertenece no es profesional.

## Alberto Contador y el Caso Contador
A pesar de que Alberto Contador no diese positivo en esta carrera ni en las del anterior año, el 6 de febrero de 2012 la UCI, a instancias del TAS, decidió anular todos los resultados del ciclista español durante el 2011 debido a su positivo por clembuterol en el Tour de Francia 2010.
Por lo tanto oficialmente Contador fue desclasificado de la ronda argentina con la indicación "0 DSQ" (descalificado) aunque indicando el tiempo y puntos de las clasificaciones parciales y finales. En la que había ganado la 3.ª y 5.ª etapa como resultados parciales más destacados; además, en las clasificaciones finales fue segundo en general y en la montaña como resultados finales más destacados. Todos sus resultados parciales fueron anulados y su puesto quedó vacante excepto en los que salió victorioso en el que el segundo cogió su puesto quedándose el segundo vacante; y en la de la clasificación general diaria y final que en ese caso su exclusión supuso que los corredores que quedaron por detrás de él (hasta el 21.º) subiesen un puesto en la clasificación, quedando vacante la vigesimoprimera posición. Teniendo su participación solo incidencia en la clasificación por equipos como suele ser habitual en estos casos de expulsión de corredores.
Esta sanción también tuvo incidencia en el UCI America Tour ya que al ascender de posición otros corredores, se reestructuró no solo la clasificación individual sino la de por equipos y la de por países, aunque en esta carrera Contador no aspiraba a puntuación por pertenecer a un equipo ProTour.